# Wheels (Schiff)
Die Wheels ist eine private Megayacht. Sie wurde als Anastasia bei Oceanco im niederländischen Alblasserdam für Wladimir Olegowitsch Potanin gebaut und 2008 abgeliefert. In der Liste der längsten Motoryachten belegte sie Platz 113 (Stand: 2019). Die Yacht wurde 2018 verkauft und in Wheels umbenannt.
Die Höchstgeschwindigkeit wird mit etwa 16,10 Knoten angegeben. Die Reisegeschwindigkeit beträgt 15,00 Knoten. Die Yacht besitzt Platz für 12 Gäste und 20 Besatzungsmitglieder.